# Sierra del Endrinal

La sierra del Endrinal es un sistema montañoso de la provincia de Cádiz. Situada entre los términos municipales de Grazalema, Benaocaz y Villaluenga del Rosario, forma parte del Parque Natural de la Sierra de Grazalema siendo la de mayor extensión del mismo. Entre sus montañas destacan el Peñón Grande, el Simancón y el Reloj. En el interior de la sierra se hallan diversas formaciones kársticas como los «llanos del Endrinal».

## Vegetación
Es una sierra muy deforestada donde la vegetación es poco densa, destacando encinas, quejigos y pinos de repoblación en las zonas más bajas. Las áreas próximas a las cumbres dan paso al matorral almohadillado de alta montaña como los piornos, «cojines de monjas» o «rascaviejas» entre otros. Así mismo, en las zonas altas de roquedos y canchales, también se pueden encontrar endemismos como la «Amapola de Grazalema».

## Población

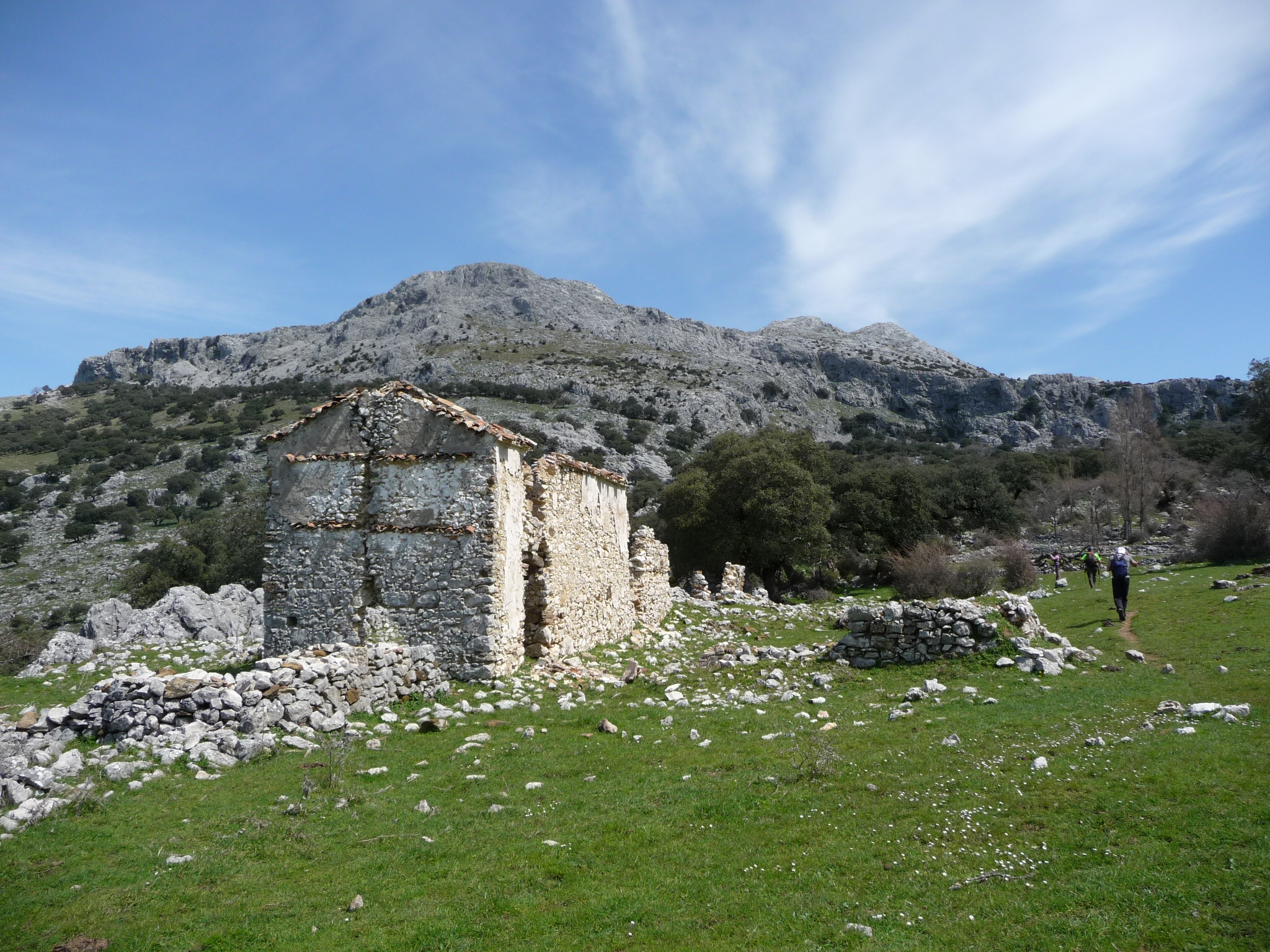
Casa del Dornajo

En esta zona hay varias construcciones singulares, como la Casa del Dornajo o el Refugio Reloj.